# Château de Saint-Gingolph
Le château de Saint-Gingolph est une construction du XVIe siècle située à Saint-Gingolph dans le canton du Valais en Suisse.

## Historique

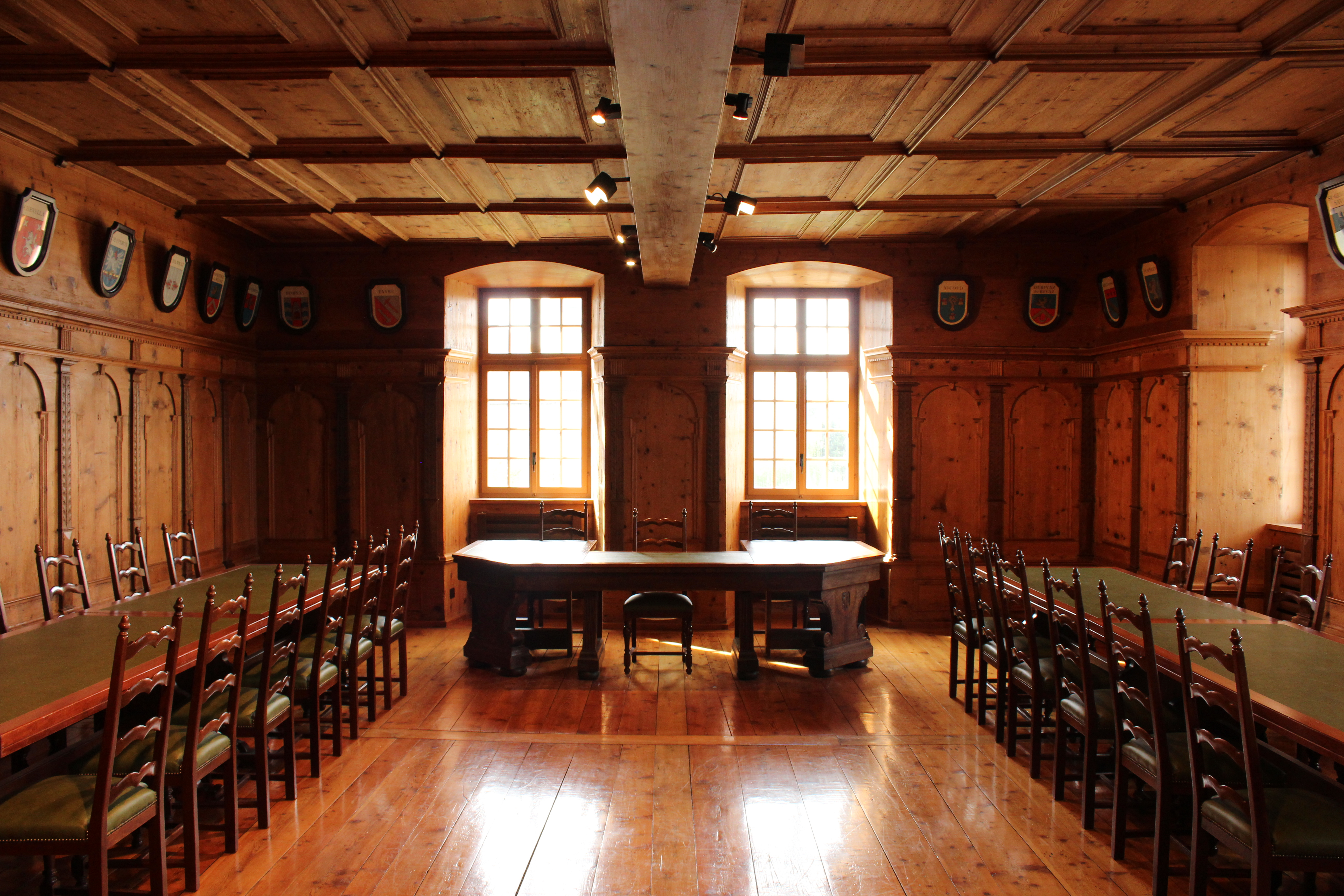
Salle du billard

La seigneurie de Sanctus Gengulfus appartenait en 1153 à l'Abbaye Saint-Martin d'Ainay puis à la fin du XIIe siècle à l'Abbaye d'Abondance qui y installa un métral, puis un châtelain.
La seigneurie reconnaît en 1536, l'autorité des Sept-Dizains. L'abbé d'Abondance, Claude de Blonay, cède cette seigneurie à Jacques du Nant de Grilly en 1563, lassé des trop nombreux procès qu'il dut soutenir pour ce fief. Les dizains ne conservant plus après le traité de Thonon, en 1569, que le territoire en deçà du torrent de la Morge et qu'ils rattacheront au bailliage de Monthey en 1570, traité qui mettait fin à 33 ans d'occupation valaisanne dans le Chablais occidental.
La vente de Saint-Gingolph à Jacques du Nant, par l'abbaye d'Abondance fut ratifiée par le pape Pie V et par l'État du Valais. Puis le duc de Savoie recouvre le territoire. 
Quelques années après l'albergement de 1563, un successeur de l'abbé de Blonay voulut faire annuler cet acte. Un long procès s'ensuivit qui trouva sa conclusion dans le partage en deux de ce fief. La première releva du duc de Savoie par l'abbé d'Abondance ; la seconde de l'État du Valais par Jacques du Nant de Grilly. Puis s'ensuivent d'autres procès. La Maison de Tornéry créancière des du Nant essaya de prendre cette seigneurie, mais fut déboutée par le gouverneur de Monthey.
Le château est construit entre 1585 et 1588.
En 1646, Jacques de Riedmatten rachète la seigneurie pour quatre mille écus d'or et se trouve confronté à de nouvelles tensions avec ses sujets, qui pour échapper à la dîme convertiront leurs champs en pâturages, manœuvre qu'il déjoua sans pitié.
Une première chapelle se trouvait dans une dépendance du château. En 1677, Jacques de Riedmatten en fit construire une nouvelle au sud-ouest du château dédiée à la Sainte Famille. Craignant pour sa paroisse, le curé s'opposa fermement à la bénédiction de la chapelle. L'affaire s'envenima et Jean d'Arenthon d'Alex, Mgr de Genève, interdit aux prêtres de son diocèse de bénir et de ne célébrer aucune cérémonie dans la nouvelle chapelle pour cause de concurrence déloyale auprès de l'église paroissiale. À force de diplomatie, son fils, Pierre-Maurice de Riedmatten parvint à la faire bénir le 13 avril 1713 par François-Joseph de Grilly, chanoine de Sion, par délégation de Mgr de Genève Michel-Gabriel Rossillon de Bernex. Cette chapelle servit d'église paroissiale à deux reprises. D'abord lorsque la Savoie et le Valais fermèrent la frontière chacun de leur côté croyant que la peste se propageait chez le voisin, toute communication fut ainsi coupée entre les deux parties du village de 1720 à 1723. Puis sous la Révolution lorsque le curé de Saint-Gingolph refusa de prêter le serment constitutionnel et quitta le presbytère pour demander asile sur territoire valaisan aux de Rivaz.
La famille de Riedmatten ne résida pas au château de façon continuelle au cours du XVIIe siècle. C'est le fils d'Emmanuel de Riedmatten, Pierre-Joseph qui fut le dernier représentant de cette maison à venir prendre possession de son fief, selon la coutume, le 1er août 1791. Il présida l'Assemblée constitutive à Saint-Maurice le 22 février 1798 où il porta un toast resté dans les annales : « Aux rats et souris qui vont manger les titres de noblesse des familles sédunoises ».
Le château est acheté en 1826 par le comte de Rivaz, dont les descendants vendent à la Bourgeoisie de Saint-Gingolph qui en fera la Maison de commune, l'école et un poste de gendarmerie. Aujourd'hui elle abrite toujours la Maison de commune, mais également le musée des Traditions et des Barques du Léman, où l'on peut trouver une exposition sur la fabrication des perles du Léman,.
Le château et sa dépendance (appelée maison des Sœurs ou maison de Rivaz-de-Nucé), tous deux classés biens culturels d'importance régionale, ont été entièrement rénovés et réhabilités entre 2013 et 2015.

## Propriétaires
(liste non exhaustive)
- 1153-1200 ca   - Abbaye d'Ainay
- 1200 ca -1563  - Abbaye d'Abondance

Château (1588)
- 1563-1646      - Jacques du Nant de Grilly, dit de Ruffin, seigneur de Grilly, Saint-Paul dont les petits-enfants vendent à Jacques de Riedmatten
- 1646-1798      - Maison d'Adrien III de Riedmatten (1640-1646) pour la somme de 4 000 écus d'or
- 1790 - Emmanuel de Riedmatten laisse la seigneurie à son fils Pierre Joseph.
- 1791 - le 1 août Pierre-Joseph de Riedmatten prend possession du fief dans les règles de la féodalité
- 1826 - famille De Rivaz
- 1837 - Bourgeoisie de Saint-Gingolph

## Description

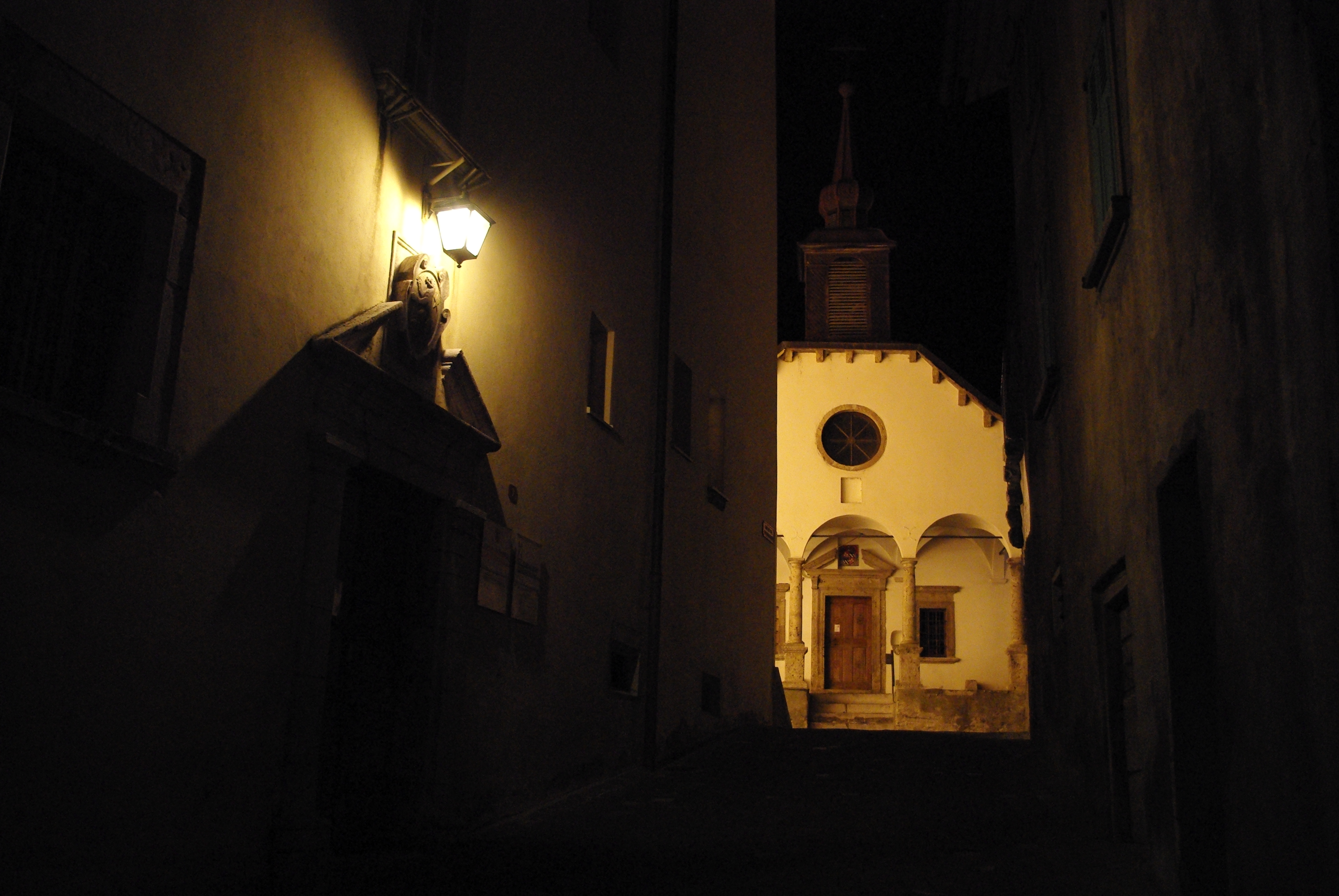
Le portail du château et la chapelle de la Sainte-Famille.

Grosse bâtisse de plan rectangulaire avec un toit donnant à l'ensemble de l'élégance. Ses façades sont percées de grandes fenêtres, aux chambranles à crossettes. On entre dans l'édifice par un portail à fronton entre-coupé, mais dont le cartouche portant les armoiries fut détruit. Dans le hall, un large escalier dessert les trois étages et de suite à sa droite l'escalier descendant aux prisons.
Les appartements subirent les modifications de chacun des propriétaires successifs pour aujourd'hui faire place à l'aménagement conforme à la destination des locaux. L'actuel château se compose de l'ancien château et de la maison des Sœurs construite par Charles Joseph de Rivaz de 1751 à 1754.
Au rez-de-chaussée se trouvaient les cuisines dont ne subsiste que la grande cheminée.
Au premier étage se trouve la pièce principale qui porte le nom de Salle du billard, salle aux boiseries du XVIIIe siècle à panneaux cintrés, encadrés de pilastres à feuillages.
Le château posséda une première chapelle située dans les dépendances du château jusqu'à ce que Jacques de Riedmatten face construire la petite chapelle jouxtant le château à l'Ouest. Cette construction amena des frictions avec le curé de la paroisse qui voyait dans cet édifice une concurrence déloyale et Monseigneur Jean d'Arenthon d'Alex évêque de Genève résidant à Annecy dut faire défense aux prêtres de la bénir et d'y célébrer quelconque cérémonie. Avec le temps les choses finirent par s'arranger et elle fut consacrée le 13 avril 1713 par François Joseph de Grilly, chanoine de Sion, représentant l'évêque de Genève Monseigneur : Michel-Gabriel Rossillon de Bernex (1657-1734).